# Oxystethus
Oxystethus là một chi bọ cánh cứng trong họ 
Elateridae.
Chi này được miêu tả khoa học năm 1883 bởi Fairmaire.

## Các loài
Chi này có các loài:
- Oxystethus scapulatus Fairmaire, 1883